# Partito Socialdemocratico di Corea
Il Partito Socialdemocratico di Corea (PSC; in hanja 朝鮮社會民主黨; conosciuto anche come Partito Socialdemocratico Coreano) è un partito politico della Corea del Nord, subordinato al partito dominante, il Partito del Lavoro di Corea, e parte del Fronte Democratico per la Riunificazione della Patria, coalizione che sceglie di accettare o meno tutti i candidati alle elezioni nordcoreane e di cui tutti i candidati devono fare parte.

## Storia
Il partito venne fondato a Pyongyang, nella Corea del Nord occupata dai sovietici, da Cho Man-sik il 3 novembre 1945 come Partito Democratico Coreano. Ottenne rapidamente il sostegno di uomini d'affari e intellettuali cristiani, oltre che di lavoratori benestanti, e dopo poche settimane contava circa mezzo milione di membri. Tuttavia, il partito fu accusato di una serie di rivolte anticomuniste e anti-sovietiche, e dopo che Cho si oppose ai risultati della Conferenza di Mosca a dicembre (che era sostenuta da comunisti e sovietici), fu arrestato dai sovietici. L'arresto di Cho portò molti dei leader del partito a trasferirsi a Seul, in Corea del Sud, dove istituirono una nuova sede; il partito nominò cinque candidati per le elezioni dell'Assemblea costituente del maggio 1948 in Corea del Sud, vincendo un seggio, preso da Yi Yun-yong.
In Corea del Nord il partito è stato rilevato dalla nuova leadership guidata dal comunista Choe Yong-gon e successivamente si è unito al Fronte Democratico per la Riunificazione della Patria, dopo di che è diventato subordinato al Partito del Lavoro di Corea. Ai suoi candidati furono assegnati 35 seggi, sempre all'interno dell'unica coalizione legale e con "elezioni" senza la possibilità di scegliere tra più candidati, nelle elezioni dell'agosto 1948 e 11 nel 1957. Nel 1959 e nel 1960 tutti gli uffici del partito vennero chiusi dal governo. Successivamente è stato ridotto a quattro seggi nel 1962 e uno nel 1967 e 1972. Nel 1980 ha assunto il nome attuale.
Alla fine degli anni '80, insolitamente, il giornale del partito presentò testi che sollevavano critiche alle politiche governative, tra cui chiamate per dare maggiore sostegno alle persone con disabilità o per migliorare il sistema di petizioni per alzare i benefici del consentire più di un solo candidato per ogni distretto elettorale (mentre tuttora se ne può scegliere uno solo) e chiedere agli elettori di decidere quale debba essere eletto.
Dal 1982 fino all'inizio degli anni 2000, il partito ha distribuito il suo giornale del partito all'estero in traduzione coreana e inglese. Dalla metà degli anni 2000, esso è disponibile solo online.
Le elezioni del 1990 videro l'assegnazione di 51 seggi al partito, quelle del 1998 di 52 seggi e quelle del 2009 di 50 seggi, rimasti 50 nel 2014. A gennaio 2007, il partito contava circa 30.000 membri.
L'allora presidente del partito Kim Yong-dae è stato considerato nel 2011 dal governo nordcoreano penultimo per importanza gerarchica tra i 232 membri della commissione creata per il funerale di Kim Jong-il, testimoniando la scarsissima rilevanza del suo partito e del Partito Chondoista (la cui leader fu classificata ultima tra i membri della stessa commissione) nella politica nordcoreana, diretta solo dal Partito del Lavoro di Corea.
Nel 2012, Kim Yong-dae incontrò dei rappresentanti dell'estrema sinistra sudcoreana (Partito Progressista Unificato) per condannare insieme "le intenzioni del Giappone di invadere le rocce di Liancourt". Nello stesso anno, Kim Yong-dae ricevette l'Ordine di Kim Jong-il, onorificenza nordcoreana per le persone o le organizzazioni "che hanno reso un servizio distinto nella spinta a realizzare la causa rivoluzionaria dello Juche, la causa della costruzione di una fiorente nazione socialista".
Il partito è attualmente guidato da Kim Ho-chol.

## Ideologia
Il Partito Democratico Coreano è stato ribattezzato Partito Socialdemocratico nel 1981. La probabile ragione per il nuovo nome era che la socialdemocrazia è considerata un'ideologia accettabile dagli stranieri. Da allora, il partito è stato utilizzato nella propaganda nordcoreana per i simpatizzanti stranieri. A causa dell'apparente ideologia socialdemocratica, che è comprensibile agli stranieri, il Partito socialdemocratico è utilizzato in tale propaganda molto più dell'altro partito minore legale, il Partito Chondoista Chongu. Negli anni '90, il partito ha pubblicato riviste periodiche in coreano ed in inglese. Queste riviste hanno cercato di convincere contemporaneamente gli stranieri che la Corea del Nord avrebbe un sistema multipartitico con partiti indipendenti ma che, paradossalmente, i partiti minori in Corea del Nord sostengono comunque il Partito del Lavoro di Corea senza riserve.
Teoricamente, il partito aderisce alla socialdemocrazia nazionale che si addice alle condizioni storiche e alle caratteristiche nazionali della Corea e il suo motto politico è "indipendenza, sovranità, democrazia, pace e difesa dei diritti umani".

## Risultati elettorali
Nota: le elezioni in Corea del Nord sono sempre state descritte dagli osservatori esterni come delle elezioni farsa, il voto è obbligatorio e si può scegliere o meno un solo candidato in ogni distretto elettorale, si ritiene che votare in privato possa destare sospetti e disapprovare il candidato possa portare ad essere accusati di tradimento e/o finire sulle liste di proscrizione della polizia segreta, tutti i candidati sono preselezionati e devono far parte del Fronte Democratico per la Riunificazione della Patria, guidato dal Partito del Lavoro di Corea.
| Elezione          | Seggi    |
| ----------------- | -------- |
| Parlamentari 1948 | 35 / 572 |
| Parlamentari 1957 | 11 / 215 |
| Parlamentari 1962 | 4 / 383  |
| Parlamentari 1967 | 1 / 457  |
| Parlamentari 1972 | 1 / 541  |
| Parlamentari 1977 | 0 / 579  |
| Parlamentari 1982 | 0 / 615  |
| Parlamentari 1986 | 0 / 655  |
| Parlamentari 1990 | 51 / 687 |
| Parlamentari 1998 | 53 / 687 |
| Parlamentari 2003 | 0 / 687  |
| Parlamentari 2009 | 50 / 687 |
| Parlamentari 2014 | 50 / 687 |
| Parlamentari 2019 | 50 / 687 |